# Netawal
Netawal fou un estat tributari protegit, una thikana feudatària de Mewar, governada per una branca dels rajputs sisòdia iniciada per Surat Singh, segon fill del maharajà Nath Singh de Bagore. El va succeir per adopció Rup Singh i a aquest el seu fill Shiv Singh, esmentat vers 1860. Va tenir per successor al seu fill Samdar Singh i aquest al seu fill Bhupal Singh, al que va seguir Hari Singh.